# Galaninski receptor 3
Galaninski receptor 3 je G protein spregnuti receptor kodiran  genom.
Neuropeptid galanin modulira razne fiziološke procese kao što su kognicija/memorija, bol, hormonska sekrecija, način ishrane. Humani galaninski receptori su G protein-spregnuti receptori koji su funkcionalno spregnuti sa njihovim intracelularnim efektorima putem različitih signalnih puteva. GALR3 je nađen u mnogim tkivima i može da bude izražen kao 1.4-, 2.4-, i 5-kb transkripti.

## Literatura
1. 1 2  „Entrez Gene: GALR3 galanin receptor 3”.

## Dodatna literatura
- Smith KE; Walker MW; Artymyshyn R;  . (1998). „Cloned human and rat galanin GALR3 receptors. Pharmacology and activation of G-protein inwardly rectifying K+ channels.”. J. Biol. Chem. 273 (36): 23321—6. PMID 9722565. doi:10.1074/jbc.273.36.23321.
- Kolakowski LF; O'Neill GP; Howard AD;  . (1998). „Molecular characterization and expression of cloned human galanin receptors GALR2 and GALR3.”. J. Neurochem. 71 (6): 2239—51. PMID 9832121. doi:10.1046/j.1471-4159.1998.71062239.x.
- Iismaa TP; Fathi Z; Hort YJ;  . (1999). „Structural organization and chromosomal localization of three human galanin receptor genes.”. Ann. N. Y. Acad. Sci. 863: 56—63. PMID 9928159. doi:10.1111/j.1749-6632.1998.tb10683.x.
- Lapsys NM; Furler SM; Henderson NK;  . (1999). „A polymorphism in the human GALR3 galanin receptor gene (GALNR3).”. Mol. Cell. Probes. 13 (4): 325—7. PMID 10441207. doi:10.1006/mcpr.1999.0254.
- Dunham I; Shimizu N; Roe BA;  . (1999). „The DNA sequence of human chromosome 22.”. Nature. 402 (6761): 489—95. PMID 10591208. doi:10.1038/990031.
- Berger A; Tuechler C; Almer D;  . (2002). „Elevated expression of galanin receptors in childhood neuroblastic tumors.”. Neuroendocrinology. 75 (2): 130—8. PMID 11867941. doi:10.1159/000048229.
- Belfer I; Hipp H; Bollettino A;  . (2007). „Alcoholism is associated with GALR3 but not two other galanin receptor genes.”. Genes, Brain and Behavior. 6 (5): 473—81. PMID 17083333. doi:10.1111/j.1601-183X.2006.00275.x.
- Runesson J; Sollenberg UE; Jurkowski W;  . (2010). „Determining receptor–ligand interaction of human galanin receptor type 3”. Neurochem. Int. 57: 804—811. PMID 20817064. doi:10.1016/j.neuint.2010.08.018.

## Spoljašnje veze
- „Galanin Receptors: GAL3”. IUPHAR Database of Receptors and Ion Channels. International Union of Basic and Clinical Pharmacology. Архивирано из оригинала 26. 10. 2019. г.